# Mathieu Jaminet
Mathieu Jaminet, född den 24 oktober 1994 i Hayange, är en fransk racerförare. 

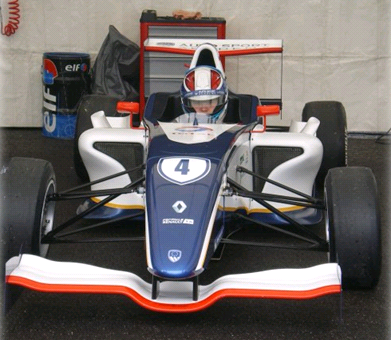
Mathieu Jaminet i F4 Eurocup 1.6.